# Ozarba sinua
Ozarba sinua là một loài bướm đêm trong họ Noctuidae.